# HD 104904
HD 104904，又名BD+86 176，SAO 1975、HR 4606，是一颗恒星，视星等为6.27，位于銀經123.98，銀緯31.45，其B1900.0坐标为赤經11h 59m 42.8s，赤緯+86° 31.45′ 29″。